# Saffransfliköga
Saffransfliköga (Platysteira concreta) är en fågel i familjen flikögon inom ordningen tättingar.

## Utseende och läte
Saffransflikögat är en liten och färgglad medlem av familjen. Båda könen uppvisar gröna eller blå hudflikar kring ögonen och en gröngrå rygg. Mönstret undertill varierar geografiskt, på hanen gult eller kastanjebrunt och hos honan gult med på strupen antingen diffust kastanjebrunt eller en tydlig diamantformad fläck. Bland lätena hörs ljusa visslingar, stigande "wheet" och mörkare raspiga toner som ofta ges i följd.

## Utbredning och systematik
Saffransfliköga delas upp i fyra distinkta underarter med följande utbredning:
- P. c. concreta – Sierra Leone till Ghana
- P. c. ansorgei – västra Angolas förkastning (Cuanza Norte till norra Huila)
- P. c. graueri – Nigeria till Gabon, Demokratiska republiken Kongo och västra Kenya
- P. c. kungwensis – västligaste Tanzania (bergen Mahale och Nkungwe i Mahalebergen)

Sedan 2016 urskiljer Birdlife International alla underarter utom nominatformen som den egna arten Dyaphorophyia ansorgei.

## Levnadssätt
Saffransfliköga hittas i fuktiga skogar. Där ses den i täta delar av undervegetationen. Den är övervägande ovanlig och skygg.

## Status
IUCN bedömer hotstatus för nominatformen och övriga underarter var för sig, båda som livskraftiga.